# Fauske
Fauske – norweskie miasto i gmina leżąca w regionie Nordland.
Fauske jest 82. norweską gminą pod względem powierzchni.

## Demografia
Według danych z roku 2005 gminę zamieszkuje 9549 osób. Gęstość zaludnienia wynosi 7,9 os./km². Pod względem zaludnienia Fauske zajmuje 106. miejsce wśród norweskich gmin.
| ludność stan na 1 stycznia 2005 |         |           |       |
|                                 | kobiety | mężczyźni | razem |
| osób                            | 4769    | 4780      | 9549  |
| %                               | 49,94%  | 50,06%    | 100%  |

| wykształcenie stan na 1 października 2004 |            |         |        |          |
|                                           | podstawowe | średnie | wyższe | nieznane |
| osób                                      | 1750       | 4553    | 1281   | 95       |
| %                                         | 22,79%     | 59,29%  | 16,68% | 1,24%    |

## Edukacja
Według danych z 1 października 2004:
- liczba szkół podstawowych (norw. grunnskolar): 9
- liczba uczniów szkół podst.: 1301

## Władze gminy
Według danych na rok 2011 administratorem gminy (norw. rådmann) jest Ragnar Pettersen, natomiast burmistrzem (norw. ordfører, d. borgermester) jest Odd Johan Henriksen.